# الائتلاف الوطني من أجل العدالة والديمقراطية
الائتلاف الوطني من أجل العدالة والديمقراطية، المعروف أيضًا باسم وعد كانت قائمة انتخابية فلسطينية وحزب سياسي شارك في الانتخابات التشريعية الفلسطينية عام 2006.

## تاريخ
تأسس الحزب وقاده الطبيب النفسي الغزّي الشهير إياد السراج. وكان إياد أيضًا مستشارًا للوفد الفلسطيني في قمة كامب ديفيد عام 2000. قبل انتخابات عام 2006، تحدث إياد ضد انتهاكات حقوق الإنسان واستخدام التعذيب من قبل السلطة الفلسطينية، مما أدى إلى اعتقاله في عام 1995. كما أسس إياد برنامج غزة للصحة النفسية المجتمعية.
وفي إطار الانتخابات التشريعية الفلسطينية عام 2006، تم تنظيم الائتلاف الوطني من أجل العدالة والديمقراطية من قبل مجموعة من الأكاديميين الإسرائيليين والفلسطينيين بقيادة إياد، والذين عملوا على التوصل إلى اتفاق سلام. كان البرنامج الرئيسي للحزب هو إصلاحات أمنية، وإرساء سيادة القانون واحترام حقوق الإنسان. سعى الحزب إلى تحدي الانتهاكات الإسرائيلية والفلسطينية على حد سواء.
في حين كان إياد يتمتع بشعبية بين الفلسطينيين وكان يعتبر بمثابة شخصية أب في غزة، إلا أن الحزب المستقل الذي قاده لم يكن على نفس مستوى شعبيته. في يناير/كانون الثاني 2005، حصل الحزب على 1% من الأصوات في جميع أنحاء البلاد ـ 1% في الضفة الغربية وغزة لكل منهما، و3% في القدس؛ وكان أكثر شعبية في طولكرم، حيث حصل على 7% من الأصوات. في أواخر ديسمبر 2005، قبل الانتخابات بفترة وجيزة، حصلت على نسبة 3% على مستوى البلاد.
وفي النهاية، فاز التحالف الوطني من أجل العدالة والديمقراطية بـ 1806 أصوات، وهو ما يعادل 0.18% من الأصوات الشعبية. وفي استطلاع للرأي أجري في يونيو/حزيران 2007، بعد عام من الانتخابات، حصل الحزب على نسبة 0.1% ـ بما في ذلك 0.2% في الضفة الغربية.
وفي عام 2011 أشاد الحزب بقرار المجلس الدولي لحقوق الإنسان بإحالة تقرير "غولدستون" حول الجرائم الإسرائيلية في قطاع غزة إلى مجلس الأمن الدولي لمناقشته واتخاذ الإجراءات اللازمة. وفي بيان مشترك مع أحزاب ومنظمات فلسطينية أخرى، كتب الائتلاف الوطني للعدالة والديمقراطية أن "هذا القرار، على الرغم من صدوره متأخرًا، يعد خطوة مهمة على طريق احترام حقوق الإنسان الفلسطيني؛ وفي مقدمتها حقهم في الأمن والعيش باستقرار وكرامة على أرضهم". توفي إياد السراج في 17 ديسمبر/كانون الأول 2013.

## الأيديولوجية
وكان الهدف الرئيسي للائتلاف الوطني من أجل العدالة والديمقراطية هو التوصل إلى اتفاق سلام بين إسرائيل وفلسطين. كما أكد برنامج الحزب على إصلاحات الأمن وإرساء سيادة القانون واحترام حقوق الإنسان كأهداف رئيسية له. وقد سعى إلى تحدي الانتهاكات الإسرائيلية والفلسطينية لحقوق الإنسان.

## الأداء الانتخابي

### المجلس التشريعي
| انتخاب | الأصوات | %    | المقاعد | +/–  | موضع   |
| ------ | ------- | ---- | ------- | ---- | ------ |
| 2006   | 1,806   | 0.18 | 0 / 132 | جديد | العاشر |